# Albert Cohen
Pour les articles homonymes, voir Cohen.
Ne doit pas être confondu avec Albert Cohen, producteur français.
Œuvres principales
- Solal (roman, 1930)
- Mangeclous (roman, 1938)
- Le Livre de ma mère (récit autobiographique, 1954)
- Belle du Seigneur (roman, 1968)
- Les Valeureux (roman, 1969)
- Ô vous, frères humains (récit autobiographique, 1972)

Albert Cohen, né le 16 août 1895 à Corfou et mort le 17 octobre 1981 à Genève, est un écrivain, dramaturge et poète suisse romand dont l'œuvre est fortement influencée par ses racines juives.
D'abord diplomate, militant sioniste jusqu'en 1944, il publie son premier roman en 1930, mais ce n'est qu'en 1968 qu'il connaît la consécration littéraire avec Belle du Seigneur.

## Biographie

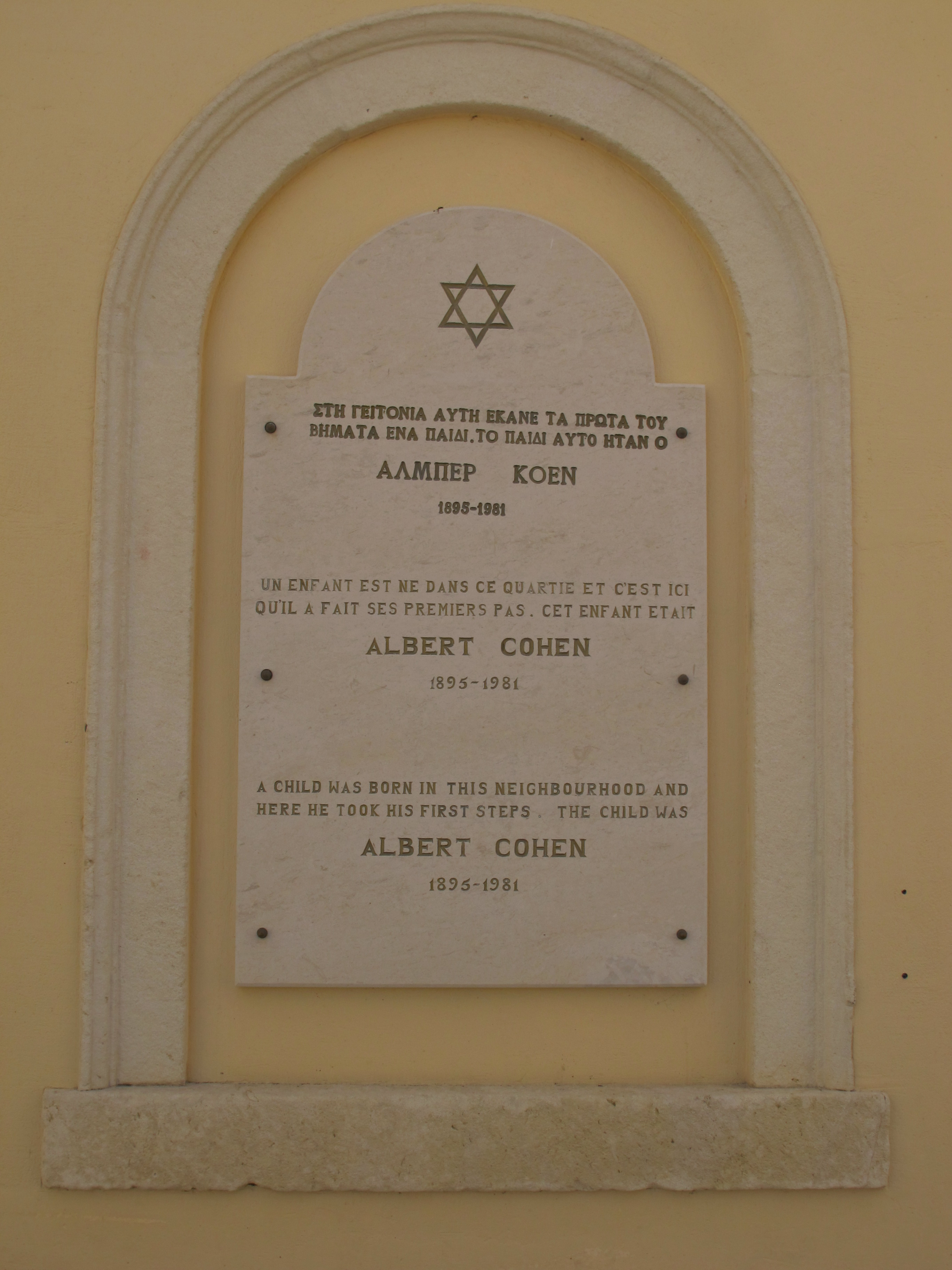
Plaque sur la synagogue de Corfou en 2017.

Abraham Albert Cohen naît dans l'île grecque de Corfou en 1895. Son père, Marco Cohen, est d'origine juive romaniote ; sa mère, Louise Judith Ferro, est Juive de langue italienne. Il est leur fils unique. Son grand-père, rabbin, est une figure importante dans la communauté juive locale.
Issus d'une famille de fabricants de savon, les parents d'Albert décident d'émigrer à Marseille après un pogrom, alors qu'Albert n'a que 5 ans,. Ils y fondent un commerce d'œufs et d'huile d'olive. Il évoquera cette période dans Le Livre de ma mère. Le jeune Albert commence son éducation dans un établissement privé catholique. Le 16 août 1905, il se fait traiter de « youpin » dans la rue par un camelot de la Canebière, événement qu'il raconte dans Ô vous, frères humains. Le jeune garçon court à la gare Saint-Charles. Il s'enferme dans les toilettes, faute de pouvoir s'enfuir. Sur le mur, il écrit : « Vive les Français ! »[réf. nécessaire]. En 1904, il entre au lycée Thiers ; en 1909, il se lie d'amitié avec un camarade de classe, Marcel Pagnol puis en 1913, il obtient son baccalauréat avec la mention « assez bien ».
En 1914, Albert Cohen quitte Marseille pour Genève. Il s'inscrit à la faculté de droit de la ville en octobre - francisant son nom en lui ajoutant un "h". Dès lors, il s'engage en faveur du sionisme mais n'ira jamais en Israël. Il obtient sa licence en 1917 et s'inscrit à la faculté des lettres, où il reste jusqu'en 1919. Cette année-là, il obtient la nationalité suisse (il était ottoman). Il tente sans succès de devenir avocat à Alexandrie. Il épouse la même année Élisabeth Brocher. En 1921 naît sa fille Myriam et il publie Paroles juives, un recueil de poèmes. En 1924, sa femme meurt d'un cancer.[réf. nécessaire]
En 1925, Albert Cohen prend la direction de La Revue juive à Paris, qui compte à son comité de rédaction Albert Einstein et Sigmund Freud. Cette revue ne paraît que pendant un an.
De 1926 à 1931, il occupe un poste de fonctionnaire attaché à la division diplomatique du Bureau international du travail, à Genève. Il trouve dans cette expérience l'inspiration qui lui permettra de construire l'univers d'Adrien Deume et de Solal des Solal pour Belle du Seigneur.[réf. nécessaire]
En 1930, paraît un roman, Solal, premier volume d'un cycle que Cohen a pensé intituler « la Geste des juifs » ou « Solal et les Solal ». Le roman, préfigurant en quelque sorte Belle du Seigneur, raconte la jeunesse du jeune Grec sur l’île de Céphalonie, ainsi que ses premières amours. Le livre bénéficie en France d'une critique exceptionnelle. Il est traduit dans de nombreuses langues et le succès du roman devient universel : « Une œuvre stupéfiante », écrit le New York Herald Tribune ; pour le New York Times, Cohen, c'est James Joyce, Erskine Caldwell, Rabelais réunis, avec en plus la magie des Mille et Une Nuits. Les critiques anglaise, autrichienne, italienne ou helvétique s'expriment sur le même ton.[réf. nécessaire]
En 1931, il se marie en secondes noces avec Marianne Goss ; ils divorcent en 1947.
En 1938 vient Mangeclous. Aux analyses sentimentales s'ajoutent l'observation amusée du milieu de la Société des Nations.
En 1941, il propose de regrouper les personnalités politiques et intellectuelles européennes réfugiées à Londres dans un comité interallié des amis du sionisme qui aidera la cause d'un État juif, une fois la paix revenue. En effet, les dirigeants sionistes choisissent de porter tous les efforts sur le sauvetage des Juifs d'Europe quitte à sacrifier l'avenir politique. La stratégie de « propagande » de longue haleine de Cohen n'est donc plus d'actualité.[réf. nécessaire] De plus, avec l'entrée en guerre des États-Unis, l'Agence juive comprend que l'avenir du sionisme dépendra plus de l'Amérique que de l'Europe. Cohen est alors chargé par l'Agence juive pour la Palestine d'établir des contacts avec les gouvernements en exil. Il s'irrite vite de la méfiance de ses supérieurs de l'Agence juive. Il démissionne en janvier 1944, très déçu par la cause sioniste.[réf. nécessaire]
Le 10 janvier 1943, la mère de Cohen meurt à Marseille. Cette même année il rencontre Bella Berkowich, qui deviendra sa troisième épouse. En 1944, il devient conseiller juridique au Comité intergouvernemental pour les réfugiés dont font partie entre autres la France, le Royaume-Uni et les États-Unis.[réf. nécessaire] En 1946 il est nommé sous-directeur de cette organisation. Il est chargé de l'élaboration de l'accord international du 15 octobre 1946 portant sur le statut et la protection des réfugiés.[réf. nécessaire] Sous sa direction, est officiellement créé le passeport provisoire pour les réfugiés et les apatrides - il en dira plus tard que c'est « sa meilleure réalisation ».
En 1947 il rentre à Genève et emménage au 5 rue du Léman (Les Pâquis), une adresse qu'il garde pendant une quinzaine d'années. Il est directeur d'une des institutions spécialisées des Nations unies.[réf. nécessaire] Puis en 1951 il se retire des institutions internationales et se consacre à l'écriture.
En 1954, après seize ans de silence, Cohen publie Le Livre de ma mère, poignant portrait d'un être à la fois quotidien et parfaitement bon qu'il évoque de nouveau plus tard dans ses Carnets 1978. En 1957, il refuse d'occuper le poste d'ambassadeur d'Israël, pour poursuivre son activité littéraire.[réf. nécessaire]
1968 est l'année de consécration pour Albert Cohen qui publie son œuvre majeure, Belle du Seigneur, dont une première version a été écrite entre 1935 et 1938. Ce livre reçoit cette année-là le grand prix du roman de l'Académie française. Albert Cohen est fait chevalier de la Légion d'honneur en 1970.[réf. nécessaire]

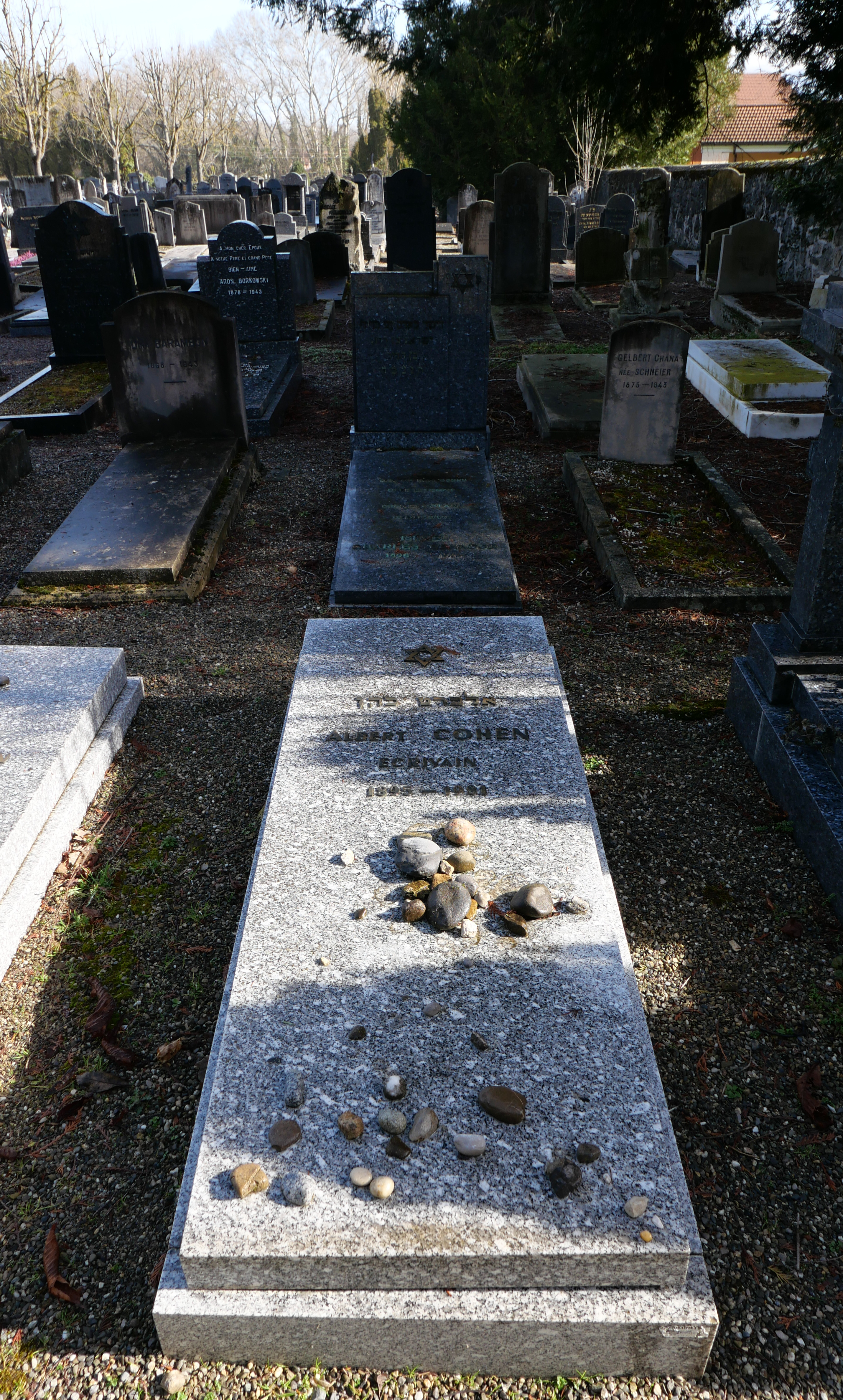
Vue de la sépulture.

Dans les années 1970, Albert Cohen souffre de dépression nerveuse et manque de mourir d'anorexie en 1978. Il change alors radicalement de vie (à plus de 80 ans…) et emploie ses dernières années à faire ce que son grand ami Marcel Pagnol avait fait toute sa vie : la promotion de son œuvre. Sortant de l'ascèse, il publie ses Carnets 1978 et répond aux demandes d'interviews. Une interview télévisée exclusive de Bernard Pivot, diffusée le 23 décembre 1977 et réalisée depuis son domicile genevois 7 avenue Krieg, pour Apostrophes, le propulse sur le devant de la scène littéraire. Un numéro du Magazine littéraire lui est consacré.
Lors d'une radioscopie de Jacques Chancel, en mars-avril 1980, il exprime ses opinions sur Marguerite Yourcenar, se demandant à son sujet comment il était « possible qu'une femme si grosse, si laide, si grasse, puisse écrire ». Des découvertes scientifiques de Marie Curie, il affirme qu'elles sont l'œuvre de « son mari, voyons !… J'en suis sûr. Pas elle. Elle était si sèche ! »
En 1981 il est fait commandeur de la Légion d'honneur. En mai de cette même année, il publie dans Le Nouvel Observateur son dernier texte, « Aimer et être aimé », qui rend hommage à l'amour qui l'unit à sa femme.
Il meurt à 86 ans le 17 octobre 1981, des complications d'une pneumonie. Il est enterré au cimetière israélite de Veyrier, près de Genève,.
Bella Cohen est morte le 1er décembre 2002, à 83 ans.

## Hommages et postérité
Le 16 mai 2010, après un colloque international sur l'œuvre de Cohen organisé par la municipalité de Corfou les 14 et 15 mai, l'ambassadeur français en Grèce dévoile deux plaques commémoratives à la mémoire de l'écrivain. L'une est placée sur le mur de la synagogue "Scuola greca" seule restant debout sur l'île de Corfou, l'autre sur les ruines de la maison autrefois habitée par les Cohen,.

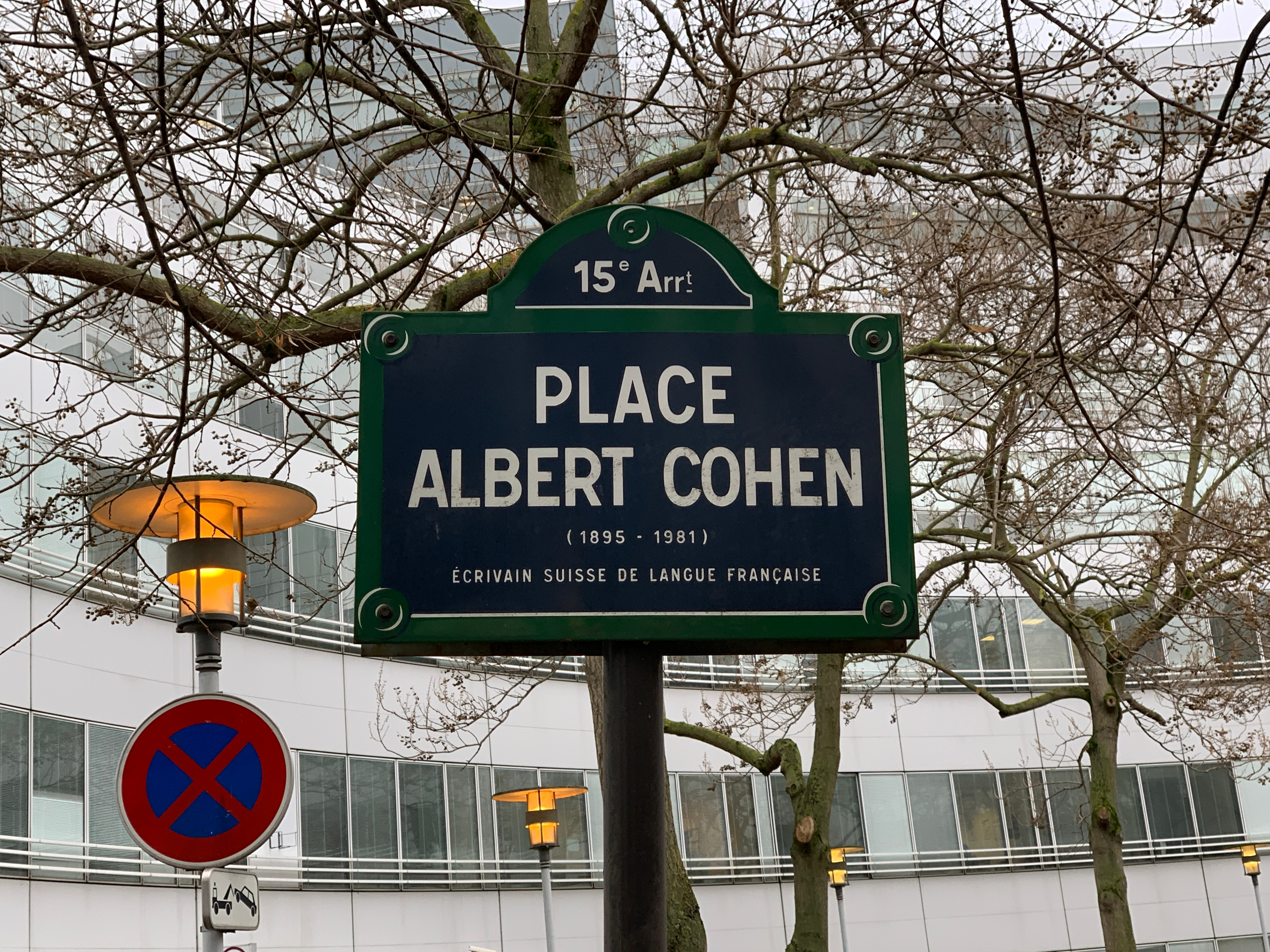
Place Albert-Cohen, Paris.

Il existe une place Albert Cohen à Paris, une à Corfou ; une rue Albert-Cohen à Saint-Herblain, une à Marseille XVIe, une à Saint-Mitre-les-Remparts (Bouches-du-Rhône), une à La Rivière-de-Corps (Aube), une à Genève (Suisse).

## Publications
Sont parus en volume du vivant de Cohen :
- Paroles juives (poèmes), Kundig, 1921.
- Solal (roman), Gallimard, 1930.
- Mangeclous (roman), Gallimard, 1938.
- Le Livre de ma mère (récit autobiographique), Gallimard, 1954.
- Ézéchiel (théâtre), Gallimard, 1956 (première version datant de 1930).
- Belle du Seigneur (roman, Grand prix du roman de l'Académie française), Gallimard, 1968.
- Les Valeureux (roman), Gallimard, 1969.
- Ô vous, frères humains (récit autobiographique), Gallimard, 1972.
- Carnets 1978 (récit autobiographique), Gallimard, 1979.

Et, de manière posthume, les recueils suivants :
- Écrits d'Angleterre, textes rédigés par Cohen en Angleterre entre 1940 et 1949 ; préface de Daniel Jacoby, Les Belles Lettres, 2002.
- Mort de Charlot, textes rédigés en revue par Cohen dans les années 1920 ; préface de Daniel Jacoby, Les Belles Lettres, 2003.
- Salut à la Russie, textes rédigés par Cohen en 1942 dans la revue française de Londres La France libre ; préface de Daniel Jacoby, Le Préau des collines, 2004.
- Le Roi mystère : entretiens avec Françoise Estèbe et Jean Couturier, entretiens réalisés en 1976 pour France Culture, Le Préau des collines, 2009.

### Éditions critiques
- Belle du Seigneur, édition de Bella Cohen et Christel Peyrefitte, Paris, Gallimard, 1986, Bibliothèque de la Pléiade.
- Œuvres, édition de Bella Cohen et Christel Peyrefitte ; avant-propos de Christel Peyrefitte, Paris, Gallimard, 1993, Bibliothèque de la Pléiade, Contient : Paroles juives - Solal - Mangeclous - Le Livre de ma mère - Ézéchiel - Les Valeureux - Ô vous, frères humains - Carnets 1978.
- Solal et les Solal. Solal, Mangeclous, Les Valeureux, Belle du Seigneur, Paris, Gallimard, 2018, 1664 p., Quarto, édition annotée et présentée par Philippe Zard. En annexe : Combat de l'homme et « À propos de la première version de Belle du Seigneur », par Anne-Marie Boissonnas-Tillier.

## Reprises et utilisations de l’œuvre
- Dans le livre Aladin et le crime de la bibliothèque, le livre Mangeclous est, page 119, l'indice d'une énigme à résoudre.
- En 2015 paraît Ma mère et moi de Brahim Metiba, autofiction autour du Livre de ma mère.
- En 2016, Luz publie une adaptation en bande dessinée de Ô vous, frères humains ( éd. Futuropolis), alternant de longs passages sans texte, purement graphiques, et des extraits du livre de Cohen.
- S'inspirant du Livre de ma mère, Patrick Timsit a mis en scène une pièce de théâtre portant le même nom, en forme d'hommage.
- Le personnage Solal Aronowicz de l'auteur suisse Florian Eglin est inspiré de Solal.